# Ferrocarril de San Cristóbal a Tucumán
La compañía Ferrocarril de San Cristóbal a Tucumán (FCSCT) fue una compañía ferroviaria de capitales franceses, fundada en 1888, que construyó una línea férrea de trocha métrica (1000 mm.) desde San Cristóbal hasta Tucumán en Argentina. Posteriormente esta compañía fue absorbida por la empresa estatal Ferrocarril Central Norte Argentino en 1896.

## Historia
La sección desde San Cristóbal en la provincia de Santa Fe hasta Fortín Inca, en la provincia de Santiago del Estero, se abrió el 27 de abril de 1891. A partir de allí, la construcción continuó a través de la provincia, y entró en la provincia de Tucumán, llegando a la capital Tucumán, el 6 de julio de 1892. Algo más tarde, en el mismo año, se abrieron ramales, uno de 13 km entre Colombres y Guzmán, y otro desde Pacará hasta Rio Salí.

## Venta al Estado
En 1896 la compañía fue comprada por el Estado, y pasó a formar parte del Ferrocarril Central Norte Argentino.